# Kalendarium Boleszyna
Boleszyn – wieś odległa około 15 km na W od Ostrowca Świętokrzyskiego, nad rzeką Pokrzywianką; ok. 10 km na NE od klasztoru świętokrzyskiego
Nazwy miejscowe wsi w dokumentach źródłowych: 1351 „Balesszino”, 1442, 1496 „Boleschin”, 1468 „Boleszyn”, 1470–80 „Boleschin”, „Boleszyn”, „Boleszin”, „Bolyeschin”, 1504 „Bolyeschyn”, „Bolijeschijn”, „Bolyeshyn”, 1510 „Bolieschÿn”, 1529 „Bolyeschin”, 1530 „Bolyeschÿn”, 1531 „Bolyeschin”, 1532 „ Bolÿeschÿn”, 1538 „Bolyessym abbatis”, 1564–5 „Boluszyn”, 1565 „Bolesin”, 1569 „ Boliessin”, 1571 „Bolieszjn”, 1577 „ Bolesÿn”, 1578 „Bolieszÿn”, 1629 „Boleszyn”

## Podległość administracyjna świecka i kościelna
Wieś historycznie położona: w roku 1351 – ziemia sandomierska, w 1442 – powiat sandomierski,
w 1827 – powiat opatowski, od 1470–80 – parafia Waśniów (Długosz Liber beneficiorum II 473) i tak do czasów współczesnych.

## Opis granic
- 1468 – graniczy z wsią Jamy[8].
- 1470–1480 graniczy z Nosowem, Kotarszynem, Pokrzywnicą, Wieloborowicami, Czażowem, Jamami i Pękosławicami (Długosz Liber beneficiorum III 91, 231);
- 1496 – zawarto ugodę między Maciejem opatem i konwentem klasztoru świętokrzyskiego a ksienią klasztoru norbertanek w Busku w sprawie granic między wsiami Nosów i Kotarszyn, należącymi do klasztoru w Busku, a posiadłościami klasztoru świętokrzyskiego Boleszynie i Prawęcinie. Granice oznaczone są znakami stożkowatymi, to znaczy okopanymi kamieniami, prowadzą od należących do Nosowa ról „Modrzewka Pruszynowska” i „Roschowa Gora” oraz należącej do Boleszyna łąki zwanej „Gieschinczko” wzdłuż starej granicy biegnącej z obu stron drogi publicznej z Waśniowa do Kotarszyna do starych kopców granicznych między Boleszynem i Kotarszynem po jej lewej stronie, za nimi do kopca granicznego między Boleszynem i wsią Jamy, drogą z Boleszyna do Prawęcina[9].
- 1780 – granica biegnie od narożnicy Czażowa i Boleszyna, przy Pruszynowicach, na W do dróżki z Boleszyna do Skał, stąd na S do granicy z Wieloborowicami, tu na N strugą w lewo, na W do góry „Pawełczakowskiej” wzdłuż granicy z Pokrzywnicą, do gruszy z trzema kopcami, w prawo przez pagórek „smugiem” w dół mało widoczną granicą do narożnicy Pokrzywnicy i Szelig.

Stąd w prawo granicą z Szeligami do narożnicy Kotarszyna, dalej na E granicą z tą wsią do kopca przy łanie dworskim w Boleszynie zwanym „Zarudek”, do drogi z Waśniowa do Kotarszyna i narożnicy z Nosowem. Drogą wzdłuż granicy z Nosowem, następnie do Pruszynowa (obecnie Prusinowice), stąd drogą do figury murowanej, dalej dróżką wzdłuż granicy Pruszynowa przez łąki do narożnicy Czażowa i Boleszyna.

## Kalendarium
Wieś stanowiła własność klasztoru świętokrzyskiego
- 1351 – Kazimierz Wielki przenosi na prawo średzkie imiennie wymienione posiadłości klasztoru świętokrzyskiego, w tym Boleszyn[5].
- 1442 – Władysław Warneńczyk przenosi na prawo średzkie imiennie wymienione posiadłości klasztoru świętokrzyskiego, w tym Boleszyn[6][11].
- 1468 – siostry Małgorzata i Elżbieta z Jam procesują się z opatem świętokrzyskim o niwy położone przy granicach Boleszyna, zapisane opactwu przez śp. Jana Jamskiego, ich brata[12].
- 1470–80 – własność klasztoru świętokrzyskiego. Jak pisze Długosz bardzo dobry folwark, 11 łanów kmiecych, zagrody z rolą, 2 karczmy z rolą, 3 stawy małe i 1 duży z młynem.

Kmiecie płacą po 1 grzywnę czynszu i 4 gr poradlnego, dają po 30 jaj, 2 koguty, pracują od Bożego Narodzenia [25 XII] do ś. Jana Chrzciciela [24 VI] po 1 dniu tygodniowo, a od ś. Jana Chrzciciela do Bożego Narodzenia po 2 dni tygodniowo własnym wozem lub pługiem. Karczmarze płacą po 68 gr czynszu, młynarz płaci czynsz (Długosz Liber beneficiorum III 231; II 473-4);
- 1504 – pobór z 4 łanów, od 2 zagrodników i z karczmy[13].
- 1510 – pobór z 4 łanów i 3/4 łana pustego oraz z karczmy z kwartą roli[14]
- 1529 – należy do stołu opata, płaci 8 grzywien 22 grosze czynszu[15].
- 1530 – pobór z 4 łanów, od komornika Stanisława Lychowycza i z karczmy[16].
- 1531–32 w dziale opata pobór z 4 łany i karczmy[17].
- 1538 – własność opata, pobór z 4 łanów, od 1 komornika i z karczmy[18].
- 1553 – Zygmunt August przenosi na prawo niemieckie wyliczone posiadłości klasztoru, w tym Boleszyn[19].
- 1564–5 własność klasztoru[20].
- 1565 – dwór klasztoru w Boleszynie obsługiwany bez wymiaru przez młyn w Michałowie[21].
- 1569, 1571 – własność opata, pobór z 6 łanów, od 4 zagrodników bez roli i z karczmy[22].
- 1577 – własność klasztoru, pobór od 9 kmieci na 5 łanach, 4 zagrodników na ogrodach i z karczmy[23].
- 1578 – własność opata, pobór od 14 kmieci na 7 łanach, 4 zagrodników z rolą, 3 zagrodników z ogrodem, 5 komorników bez bydła, z karczmy z kwartą roli oraz od „Dudy”[24][25].
- 1629 – własność klasztoru, pobór od 14 kmieci na 7 łanach, 4 zagrodników z rolą, 3 zagrodników z ogrodem oraz z roli karczmy[26].
- 1662 – własność opata, pogłówne od Jana Świerczowskiego z żoną i 3 synami, 9 osobami czeladzi folwarcznej oraz 131 mieszkańców wsi[27].
- 1673 – własność opata, pogłówne od zarządcy dóbr z żoną oraz 92 mieszkańców wsi i czeladzi folwarcznej[28].
- 1674 – pogłówne od Skrzypockiego z żoną oraz 88 mieszkańców wsi i czeladzi folwarcznej[29].
- 1703 – opat świętokrzyski pożycza 500 tynf-ów od Andrzeja Borkowskiego na pomoc dla ubogich poddanych klucza boleszyńskiego, pokrzywdzonych przy wybieraniu hiberny przez przedstawiciela księcia Janusza Wiśniowieckiego[30].
- 1705 Małe Jodło w poł. XVIII w roku 1774 znajduje się tu rezydencja opata Antoniego Karskiego[31],
- 1780 – Boleszyn stanowi centrum zarządu klucza dóbr stołu należącego do komendatoryjnego opata świętokrzyskiego, obejmującego Boleszyn z folwarkiem, Doły Opacie i Prawęcin oraz wójtostwo Małe Jodło.

W Boleszynie znajduje się dwór z 8 budynkami, jednopokojowa rezydencja opata, ogród włoski, oficyna, wozownia ze stajnią, piwnica oraz folwark.
Jest browar, chałupa owczarza z owczarnią i oborą „na Zagaiu” (Zagaje Boleszyńskie) pod lasem, obecnie mieszka w niej gajowy pilnujący lasu prawęcińskiego, 3 zamulone sadzawki.
We wsi 24 domy. 9 kmieci (wójt Jan Stępień, Antoni Gąsior, Grzegorz Paciak, Paweł Wanat, Jan Klupa, Stanisław Szurna, Walenty Zakrzowski, Marcin Maciąg, Bartłomiej Nowak), 2 półrol. (Kasper Gracak, Kazimierz Jebut), 6 zagrodników (Franciszek Gąsior, Paweł Kaczor, Tomasz Augustyn, Kazimierz Kaczor, Kilian Sapski, Maciej Maciąg), 4 chałupników (Bartłomiej Miśkowski, Jan Frankowicz, Franciszek Kłosek i Tomasz Szczygieł – jako polowy – wolny od obciążeń), 4 komorników (Jakub Szczodrak – polowy, wolny od obciążeń, Adam Nawrot, Janowa Kowalka, Tomaszowa Dudkowa).
Kmiecie pracują po 4 dni tygodniowo sprzężajem w 2 konie i 4 woły, odrabiają po 4 dni powaby i 12 łokci oprawy, płacą po 2 grzywny 12 gr czynszu, dają po 3 korce żyta, 1 gęsi, 3 kapłony, 30 jaj, 36 garści konopi. Półrolni pracują po 3 dni tyg. 2 wołami, odrabiają po 4 dni powaby i 6 łokci oprawy, płacą po 2 grzywny 6 gr czynszu, dają po 1,5 korcu żyta, 1/2 gęsi, 1,5 kapłona, 18 garści konopi, zagr. pracują po 3 dni tyg. pieszo, odrabiają po 2 dni powaby i 6 łokci oprawy, płacą po 12 gr czynszu, chałupnicy pracują po 2 dni tygodniowo pieszo, odrabiają po 2 dni powaby i 4 łokcie oprawy, komornicy pracują po 1 dniu tyg. pieszo i odrabiają po 1 dniu powaby.
Poza tym poddani zobowiązani są do stróży na dworze i w polu, sadzenia kapusty i zbierania owoców, uprawy konopi, wypasu trzody i bydła, strzyżenia owiec. Jest 2070 pustych zagonów.
Do folwarku należą 3 niwy w Boleszynie i 3 niwy „na Zagaiu”, 9 łąk i 2 małe lasy, ogród warzywny i pastewnik.
Subsidium charitativum wynosi 537 zł ze wsi i 48 zł z dworu, z całego klucza 891 zł.
- 1780–3 proces ze spadkobiercami opata Antoniego Karskiego o zagarnięte przez nich ruchomości znajdujące się w dworze klasztoru w Boleszynie[33][34].
- 1787 – liczy 188 mieszkańców, w tym 8 Żydów[35].
- 1819 – folwark Boleszyn z wsiami Boleszyn, Doły, Prawęcin z pertynencją Zagaje, obecnie w dzierżawie a należy do stołu opata. Jest tu drewniany dwór, czyli rezydencja opata, 31 domów, karczma[36].
- 1827 – ma 25 domów i 190 mieszkańców[7].

## Wydarzenia o znaczeniu historycznym
- 1351 – Kazimierz Wielki przenosi na prawo średzkie imiennie wymienione posiadłości klasztoru świętokrzyskiego, w tym Boleszyn[5].
- 1442 – Władysław Warneńczyk przenosi na prawo średzkie imiennie wymienione posiadłości klasztoru świętokrzyskiego, w tym Boleszyn[6][11].
- 1553 – Zygmunt August przenosi na prawo niemieckie wyliczone posiadłości klasztoru, w tym Boleszyn[19].

## Powinności dziesięcinne
Dziesięcina należy do klasztoru świętokrzyskiego, następnie do prepozyta w Wierzbnika.
- 1470–80 ze wsi dziesięcinę snopową i konopną wartości do 10 lub do 15 grzywien dowożą do klasztoru świętokrzyskiego, a dzisięcina snopową z folwarku składana jest do stodoły i przeznaczana na własny użytek (Długosz Liber beneficiorum II 473-4; III 231, 243);
- 1529 – dziesięcina snopowa wart. 6 grzywien należy do stołu opata[37].
- 1688 opat nadaje nowo utworzonej prepozyturze klasztoru w Wierzbniku dziesięcinę snopową od poddanych i innych mieszkańców Boleszyna, z wyjątkiem folwarku, zastrzegając, że nie może być ona wybierana z pól, lecz od poddanych, a dowozić ją mają co roku mieszkańcy Wierzbnika i jeden poddany z Boleszyna[38].
- 1780 – dziesięcina snopowa z ról chłopskich należy do plebana Wierzbnika[39].
- 1791 – za dziesięcinę z Boleszyna dwór płaci prepozytowi wierzbnickiemu 200 zł rocznie[40].

## Badania archeologiczne
Badania archeologiczne ujawniły ślady osady produkcyjnej ze związanym z nią piecowiskiem datowanym na około 70 r. p.n.e. oraz wczesnośredniowieczna osada otwarta na południowym skłonie wzniesienia nad dolinką wyschniętego potoku, jamy mieszkalne, w tym jedna z kamiennym piecowiskiem datowanym na VII-XII wiek